# Ellvana Curo
Ellvana Curo, ps. Elly (ur. 2 stycznia 1992 w Kosowie) – australijska piłkarka pochodzenia albańsko-kosowskiego, w 2011 roku dołączyła do reprezentacji Albanii.